# Aaltje Pieters Fopsdr.
Aaltje Pieters Fopsdr. (geboren vor 1570; gestorben zwischen 1595 und 1608 vermutlich in Amsterdam) war eine niederländische Stifterin. Sie gehörte zu den Mitgründerinnen des Maagdenhuis in Amsterdam.

## Leben
Aaltje Pieters Fopsdr. wuchs in einer großen Familie am Amsterdamer Middeldam, heute Dam auf. Ihr Vater Pieter Fopsz. (gest. 1599), war Milchkäufer und Händler in Bergen, sowie Regent des St. Peter-Hospitals und Milchhändler, ihre Mutter Janneken Opkendr. Aaltje Fopsdr. blieb unverheiratet. Es ist nicht bekannt, wann Aaltje geboren wurde. Ab 1570 werden ihr Name und der ihrer Schwester Meynau im Zusammenhang mit der Gründung des römisch-katholischen Maagdenhuis von Amsterdam erwähnt.
Bereits zuvor hatten sich die Schwestern als gute katholische Frauen um eine Reihe von Mädchen gekümmert. Ob sie diese bei sich zu Hause aufgenommen oder in einer Mietwohnung untergebracht hatten, in die sie auch selbst einzogen, ist unklar. Beide wurden in ihrer Arbeit zunächst durch ihren Vater unterstützt. Die Schwestern kamen um 1570 mit Mary Spiegel und ihrem wohlhabenden Vater in Kontakt und konnten eine beträchtliche Summe Geld für ein neues Waisenhaus für Mädchen investieren. Sie selbst steuerten jährlich fünfzig Gulden bei. Mit den einhundertfünfzig Gulden jährlich von Vater und Tochter Spiegel war dies ein angemessenes Einkommen für das Mädchenwaisenhaus, das durch die Bildung eines Kapitals aus Häuser- und Grundbesitz gewährleistet war. Für die Leitung und Verwaltung wurde der erfahrene Regent Jan Michiel Loeffsz. angestellt. Den Alltag des Mädchenheims gestalteten die Fopsdochters allerdings weiterhin.
Die Zusammenarbeit zwischen den Fopsdochters und Mary Spiegel endeten 1574, als Aaltje Fopsdr. und Mary Spiegel einen Streit über die Art hatten, wie das Haus geführt wurde. Mary Spiegel stellte ihre Zahlungen ein und ging in den Ruhestand. Auch vom katholischen Stadtrat erhielten die Fopsdochters keine Unterstützung. Als die Schwestern den Rat im November 1575 und die für Wohltätigkeiten übliche Befreiung von der Verbrauchsteuer baten, lehnte der Rat dieses Ansuchen ohne Angabe von Gründen ab.
Die Fopsdochters blieben nach der Umgestaltung 1578 weiter die treibende Kraft hinter dem Maagdenhuis. Später beschwerte sich Aaltje Fopsdr. dass sie dies tun mussten, weil alle anderen das Haus verlassen hatten, besonders in diesen schwierigen Zeiten. Der Umbau brachte allerdings auch vorübergehend neue Möglichkeiten mit sich. Nachdem Amsterdamer Klöster geschlossen wurden, wurden Gebäude verfügbar. Aaltje Fopsdr. und Jan Loeffsz. konnten ihre Waisenkinder nun im Margaretha-Kloster in Nes unterbringen. Die Vereinbarung galt so lange, wie den Nonnen selbst die Nutzung der Räume untersagt war. Als der Stadtrat 1584 das Margaretha-Kloster verkaufen wollte, stellte sich heraus, dass die Waisenmädchen aus dem Maagdenhuis immer noch dort lebten. Aaltje Fopsdr. und Loeffsz. hatte sogar einen Kaufvertrag, doch die Stadtverwaltung hielt den Kauf für illegal und die Mädchen mussten ausziehen.
Nachdem sie das Margarethakloster verlassen mussten, kamen sie mit ihren Mädchen vorübergehend in einem Haus auf der „Plaetse“ unter. Dies könnte das Haus gewesen sein, in dem sie selbst im Jahr 1585 lebten, wie aus dem Steuerregister hervorgeht. In dem Jahr zogen die Waisenmädchen dann in ein Mietshaus am Nieuwezijds Voorburgwal, in der Nähe des Lijnbaanssteeg. Die Schwestern hatten bereits am 2. Mai 1582 notariell beurkunden lassen, dass ihr Kapital dem Mädchenheim zustehe, solange sie oder ihre Familienangehörigen die Regentschaft innehatten. Sollte der Amsterdamer Magistrat das Maagdenhuis unter den protestantischen Glauben stellen, müsste das Geld zwanzig Jahre lang zurückgehalten werden, bis bessere Zeiten kämen. Sollte sich die Situation überhaupt nicht verbessern, war das Kapital für die Ausbildung zweier jüngerer Familienmitglieder in katholischer Theologie vorgesehen.
Die Brüder von Mary Spiegel waren mit der Geschäftsführung der Fopsdochters nicht einverstanden. So stürmten Jan und Hendrick Spiegel im Jahr 1585 schreiend das Maagdenhuis, um Aaltje Fopsdr gefangen zu nehmen, um ihr die Schlüssel abzunehmen. Sowohl die Spiegels als auch Regent Jan Loeffsz. übten daraufhin Druck auf Aaltje Fopsdr. und ihre Schwester aus, damit sie die Leitung des Waisenhauses abgeben sollten. Im Jahr 1590 wandten sich die Schwestern an den Generalvikar des Bistums Haarlem mit der Bitte um Vermittlung. Bei einem Treffen in ihrem Haus übergaben sie das Vermögen des Waisenhauses dem Mediator, der daraufhin einen ausschließlich aus Männern bestehenden Regentenrat einrichtete. Jan Loeffsz. war einer der ersten Regenten. Aaltje Fopsdr. warnte, dass die Gründung einer offiziellen Organisation auf Widerstand seitens des Stadtrats stoßen könnte. Zudem drohte sie mit dem Abzug ihres eingesetzten Kapitals.
Nachdem sich Aaltje Fopsdr. weigerte, die Regentschaft abzulegen, eskalierte der Konflikt. Ohne ihre Erlaubnis durfte niemand das Maagdenhuis betreten. Jan Loeffsz. war der Ansicht, dass sie zumindest die Verwaltung des Kapitals übertragen sollte, hatte jedoch keine Einwände dagegen, dass sie die tägliche Geschäftsführung beibehielt. Aaltje Fopsdr. Er wollte sich jedoch nicht von diesen Aufgaben trennen und zog sich vollständig aus der Waisenbetreuung zurück. Ende September 1591 lebte sie in einem Haus in der Kalverstraat. Vier Jahre später ermächtigte sie ihren Cousin Pieter Dircxz. ihre Angelegenheiten zu regeln, doch die Schenkung und das Maagdenhuis wurden in dieser Urkunde nicht mehr erwähnt. Vor 1608 starb Aaltje Fopsdr., das Maagdenhuis bestand weiter und seit 1628 befand es sich am Spui.